# Kostel svaté Lucie (Stari Grad)
Kostel svaté Lucie ve Starém Gradu (chorvatsky: Crkva sv. Lucije u Starom Gradu) je kostel na jihovýchodním okraji města Stari Grad na ostrově Hvar v Chorvatsku. Jedná se o pozůstatek z kláštera sester dominikánek, který byl zničen při tureckém nájezdu v roce 1571.

## Historie
Klášter byl založen v 15. století a dokončen v roce 1500 za kněze Nikoly Barbety. Kostel byl původně zasvěcen svatému Vincenci Ferrerskému.
V roce 1571 napadlo Stari Grad osmanské námořnictvo. Stejně jako řada staveb ve městě byl klášter vypleněn a zapálen. Pět jeptišek bylo zavražděno. K uctění jejich památky byl vytvořen reliéf s postavou vzkříšeného Krista a mučedníků, který je uložen ve sbírkách dominikánského muzea v klášteře svatého Petra.
Naposledy je klášter zmiňován jako funkční v roce 1753. V roce 1873 byl kostel přestavěn do dnešní podoby.

## Popis
Z původní stavby kostela se zachovala pouze apsida, která v současnosti slouží jako saktistie. Nad severním vstupem je umístěn reliéf Krista ze 16. století a zvonice. V apsidě je socha svaté Lucie.
V roce 2008 byl opraven barokní oltář. Restaurátorské práce provedli studeni Umělecké akademie ve splitu (Umjetnička akademija u Splitu) pod vedením profesora Ive Donellija.

## Další
V den svátku svaté Lucie je před kostelem zapalována velká vatra.